# Contea di Wheeler (Oregon)
La contea di Wheeler (in inglese Wheeler County) è una contea dello Stato dell'Oregon, negli Stati Uniti. La popolazione al censimento del 2000 era di 1 547 abitanti. Il capoluogo di contea è Fossil.

## Geografia
La contea si trova nel centro-nord dello Stato ed è la contea con meno abitanti dell'Oregon. Il territorio è ricco di fossili. Qui si trova parte della foresta nazionale di Umatilla. Il fium John Day divide la contea da nord a sud.

### Contee confinanti
- Contea di Gilliam - nord
- Contea di Morrow - nord-est
- Contea di Grant - est
- Contea di Crook - sud
- Contea di Jefferson - ovest
- Contea di Wasco - nord-ovest

## Storia
La contea fu creata da parti delle contee di Gilliam e Crook nel 1899. Fu chiamata così in onore di Henry H. Wheeler.

## Cities
- Fossil (capoluogo)
- Mitchell
- Spray